# Киджи делла Ровере Альбани, Людовико
Людови́ко Ки́джи де́лла Рове́ре Альба́ни (итал. Ludovico Chigi della Rovere Albani; 10 июля 1866, Аричча, Лацио, Италия — 14 ноября 1951, Рим, Италия) — 76-й Князь и Великий магистр Суверенного военного гостеприимного ордена Святого Иоанна, Иерусалима, Родоса и Мальты. Маршал Святой Римской Церкви и Священного Конклава.

## Биография
Сын князя Марио Киджи делла Ровере Альбани (1832—1914) и принцессы Антуанетты Сайн-Витгенштейн-Сайн (1839—1914), дочери декабриста Л. П. Витгенштейна и Леониллы Барятинской.
Получил образование в лицее-гимназии Эннио Квирино Висконти. В 1891 году стал бакалавром естественных наук.
В 1914 году вступил в Мальтийский орден в качестве рыцаря справедливости, в 1922 году принял торжественные обеты.
С 1914 года, после смерти отца, получил наследственную должность Маршала Святой Римской Церкви и Священного Конклава. В этом качестве, участвовал в конклавах, на которых были избраны Бенедикт XV и Пий XI.
В 1914—1915 годах — полковник, командир Специального добровольческого вспомогательного Корпуса Ассоциации итальянских рыцарей Суверенного Военного Мальтийского Ордена (в составе Вооружённых сил Италии)
Был Председателем Комиссии Правительства Италии по помощи беженцам из Малой Азии. В этом качестве посетил Корфу, Афины и Салоники.
С 1925 года — бальи Мальтийского ордена.
30 мая 1931 года избран 76-м князем и Великим магистром Суверенного военного гостеприимного ордена Святого Иоанна, Иерусалима, Родоса и Мальты.
Занимал пост президента Сберегательной кассы Рима.
С 28 октября 1936 года — член Папской академии наук.

## Титулы
После смерти своего отца, в 1914 году, становится князем Священной Римской империи, князем Фарнезе ди Кампаньяно, князем Сориано, герцогом ди Аричча е ди Формелло и наследственным Маршалом Святой Римской Церкви и Священного Конклава.

## Награды
- Верховный орден Христа (Святой Престол)
- Высший орден Святого Благовещения и Большой крест ордена Святых Маврикия и Лазаря и ордена Короны Италии (Италия, 1946 год)[3]
- Савойский гражданский орден (Италия)
- Большой крест ордена Почётного легиона (Франция)
- Большой крест ордена Заслуг (Венгрия)
- Орден Белого орла (Польша)
- Большой крест ордена Леопольда I (Бельгия)
- Большой крест ордена Сантьяго и меча (Португалия, 1951 год)[4]

## Семья
Жена — Анна, урождённая Альдобрандини (8.12.1874 г. — 17.9.1898 г.),  дочь Пьетро принца Альдобрандини, принца Сарсины, и его жены Франсуазы Шарлотты Викторины Марии де Ларошфуко. Их дети:
- Сигизмондо Пьетро (12 декабря 1894 - 24 декабря 1982), женат, двое детей
- Лаура Мария Катерина (30 апреля 1898 - 4 ноября 1984)